# LARC 15
Il LARC-15 è un mezzo da carico americano, per il trasporto anfibio di materiale da nave a terra, durante le missioni di sbarco. Esso ha una lunghezza di ben 13,716 metri e trasporta fino a 13.600 kg.